# Lamprotatus breviscapus
Lamprotatus breviscapus är en stekelart som beskrevs av Huang 1991. Lamprotatus breviscapus ingår i släktet Lamprotatus och familjen puppglanssteklar. Inga underarter finns listade i Catalogue of Life.